# Barboursville
|  | Aquest article tracta sobre la ciutat de Virgínia de l'Oest. Vegeu-ne altres significats a «Barboursville (Virgínia)». |

Barboursville és una població dels Estats Units a l'estat de Virgínia de l'Oest. Segons el cens del 2000 tenia 3.183 habitants.

## Demografia
Segons el cens del 2000, Barboursville tenia 3.183 habitants, 1.365 habitatges, i 877 famílies. La densitat de població era de 334 habitants per km².
Dels 1.365 habitatges en un 25,9% hi vivien nens de menys de 18 anys, en un 51,1% hi vivien parelles casades, en un 10,5% dones solteres, i en un 35,7% no eren unitats familiars. En el 31,2% dels habitatges hi vivien persones soles el 14,1% de les quals corresponia a persones de 65 anys o més que vivien soles. El nombre mitjà de persones vivint en cada habitatge era de 2,25 i el nombre mitjà de persones que vivien en cada família era de 2,82.
Per edats la població es repartia de la següent manera: un 19,4% tenia menys de 18 anys, un 9,9% entre 18 i 24, un 26,1% entre 25 i 44, un 27,2% de 45 a 60 i un 17,5% 65 anys o més.
L'edat mediana era de 42 anys. Per cada 100 dones de 18 o més anys hi havia 90,7 homes.
La renda mediana per habitatge era de 35.139 $ i la renda mediana per família de 45.167 $. Els homes tenien una renda mediana de 32.952 $ mentre que les dones 26.469 $. La renda per capita de la població era de 19.848 $. Entorn del 5,4% de les famílies i el 10% de la població estaven per davall del llindar de pobresa.

## Poblacions més properes
El següent diagrama mostra les poblacions més properes.